# 谢姆贝克
谢姆贝克是德国北莱茵-威斯特法伦州的一个市镇。总面积110.73平方公里，总人口13681人，其中男性6709人，女性6972人（2011年12月31日），人口密度124人/平方公里。